# Helga Bayertz
Helga Bayertz (* 24. September 1942 in Berlin-Wilmersdorf) ist eine deutsche Moderatorin und Sprecherin.

## Leben
Nach dem Abitur erlernte Helga Bayertz den Beruf der Fremdsprachenkorrespondentin. Da ihr Weg sie im März 1963 zum Sender Freies Berlin führte, absolvierte sie neben ihrer freien Fernsehansager-Tätigkeit eine Sprech- und Schauspielausbildung. Später moderierte sie eigene Musiksendungen im Hörfunk (so ab 1969 jeden Sonntag die beliebte Wunschsendung Der Stereo - Plattenteller sowie Evergreens International) und Fernsehen und war auch als Nachrichtensprecherin in der Berliner Abendschau zu sehen.
Seit den 1990er Jahren ist sie in öffentlichen Verkehrsmitteln als Ansagestimme präsent:
In Berlin sprach sie bis Dezember 2020 die Ansagen in allen Bussen, in der U-Bahn sowie auch in der Straßenbahn. Sie wurde durch Philippa Jarke ersetzt.
Bundesweit war oder ist ihre Stimme in den Städten Frankfurt (Oder), Hagen, Nürnberg, Münster, Magdeburg und Potsdam zu hören. In den S-Bahnen von Hannover konnte man sie jeweils auf den Strecken zum Flughafen auf Deutsch und Englisch hören, wobei sie auch in den anderen S-Bahn-Linien die Bahnhöfe angesagt hatte. Darüber hinaus ist sie die Ansagestimme auf dem Bahnhof Frankfurt am Main Flughafen Fernbahnhof (Abfahrtsansagen) sowie an den Bahnsteigen der SkyLine des Flughafens Frankfurt. Bei der S-Bahn München wurde Helga Bayertz zum Fahrplanwechsel im Dezember 2009 von der Sprecherin Regina Wallner und dem Engländer Graham Baxter abgelöst.
Im Regionalverkehr der Privatunternehmen spricht sie die Haltestellen der Eurobahn (außer Baureihe 428), Hessischen Landesbahn (ausgenommen in den Fahrzeugen des Typs VT 2E), cantus Verkehrsgesellschaft, Ostseeland Verkehr, Usedomer Bäderbahn, Westfalenbahn, der Länderbahn, der Bodensee-Oberschwaben-Bahn und in den HzL-Zügen des Ringzugs sowie früher bei der Erzgebirgsbahn und der Städtebahn Sachsen.